# Augusto Michelotti
Augusto Michelotti (* 14. Oktober 1950 in San Marino) ist ein Politiker aus San Marino und seit Dezember 2016 Minister für Tourismus und Territorium.
Michelotti arbeitete als technischer Experte für CAD beim Ufficio Progettazione, einer Abteilung des Ministeriums für Territorium und Umwelt. Inzwischen ist er im Ruhestand.
Er war Mitglied des Partito Progressista Democratico Sammarinese (PPDS) und kandidierte bei der Parlamentswahl 1998 auf der Liste der  PPDS–IM–CD, verfehlte jedoch den Einzug ins Parlament. Bei den Wahlen 2001 trat er für den neugegründeten Partito dei Democratici (PdD) an, zu dem sich der PPDS mit anderen Parteien zusammengeschlossen hatte, zog aber erneut nicht ins Parlament ein. Bei der Parlamentswahl 2006 kam er über die Liste der Sinistra Unita (SU), als Nachrücker für die aus dem Parlament ausscheidenden Minister der SU, ins Parlament ein. Bei der Wahl 2008, belegte er Platz 6 auf der Liste der SU, die 5 Mandate gewann. Bei der Parlamentswahl 2012 zog er für die SU wieder ins Parlament ein. Er wurde Mitglied im Gesundheitsausschusses (Commissione Consiliare Permanente Igiene e Sanità, Previdenza e Sicurezza Sociale, Politiche Sociali, Sport, Territorio, Ambiente e Agricoltura) und Delegierter San Marinos bei der Interparlamentarischen Union. Im Januar 2016 wurde er Mitglied in der Parlamentarischen Versammlung des Europarates. Für die Parlamentswahl 2016 schloss sich die SU mit anderen Gruppen zur Sinistra Socialista Democratica (SSD) zusammen, die gemeinsam mit Repubblica Futura (RF) und  Civico 10 10 (C10) als Koalition adesso.sm antrat. In der Stichwahl am 4. Dezember gewann adesso.sm die absolute Mehrheit. Michelotti wurde ins Parlament, den Consiglio Grande e Generale gewählt. Am 27. Dezember wurde er zum Minister für Territorium und Tourismus gewählt (Segretario di Stato al Territorio e Ambiente, Agricoltura, Turismo, Protezione Civile, Rapporti con l’A.A.S.L.P., Politiche Giovanili).
Michelotti ist Vorsitzender der san-marinesischen mykologischen Gesellschaft (Associazione Micologica Sammarinese) und wohnt in Murata.
| Vorgänger          | Amt                                                            | Nachfolger |
| ------------------ | -------------------------------------------------------------- | ---------- |
| Teodoro Lonfernini | Minister für Territorium von San Marino seit 27. Dezember 2016 | —          |
| Teodoro Lonfernini | Tourismusminister von San Marino seit 27. Dezember 2016        | —          |